# Dirk Marcellis
Dirk Marcellis, né le 13 avril 1988 à Horst aan de Maas aux Pays-Bas, est un footballeur international  néerlandais. Il joue au poste de défenseur central.

## Biographie

### En club
Le 24 juillet 2015, Dirk Marcellis rejoint le PEC Zwolle. Il signe un contrat d'une saison, plus une année supplémentaire en option.
En septembre 2018, Marcellis met un terme à sa carrière professionnelle à seulement 30 ans, en raison notamment d'une blessure récurrente au genou.

### En sélection
Dirk Marcellis compte en tout 3 sélections en équipe des Pays-Bas. Il a participé aux Jeux olympiques de 2008 à Pékin.

## Palmarès
PSV Eindhoven
- Eredivisie
  - Champion (1) : 2008
- Trophée Johan Cruyff
  - Vainqueur (1) : 2008

- AZ Alkmaar
  - Coupe des Pays-Bas :
    - Vainqueur (1) : 2013